# Motorola U9
El Motorola ROKR U9 es un teléfono móvil de Motorola. Entre las funciones del teléfono destacan su cámara de 2.0 megapixeles, Bluetooth y la tecnología Crystaltalk™ (tecnología que reduce y filtra el ruido de fondo). Este Teléfono tiene 2 pantallas. Una en el interior de la "concha de almeja" y una externa. 
La interior es una pantalla de alta resolución 240x320. la exterior es de una resolución más baja (pero muy alta para un monitor externo) 128x160. Esta pantalla se convierte en táctil cuando el reproductor multimedia está activo. El teléfono está disponible en los colores negro y vinotinto la duración de su batería es de 7 horas en uso y de 380 en modo Stand-by.

## Otras funciones
- Video streaming
- Agenda: 1000 contactos
- Manos libres
- Wap: 2.0
- Marcación por voz
- módem usb